# Alfredo Piàn

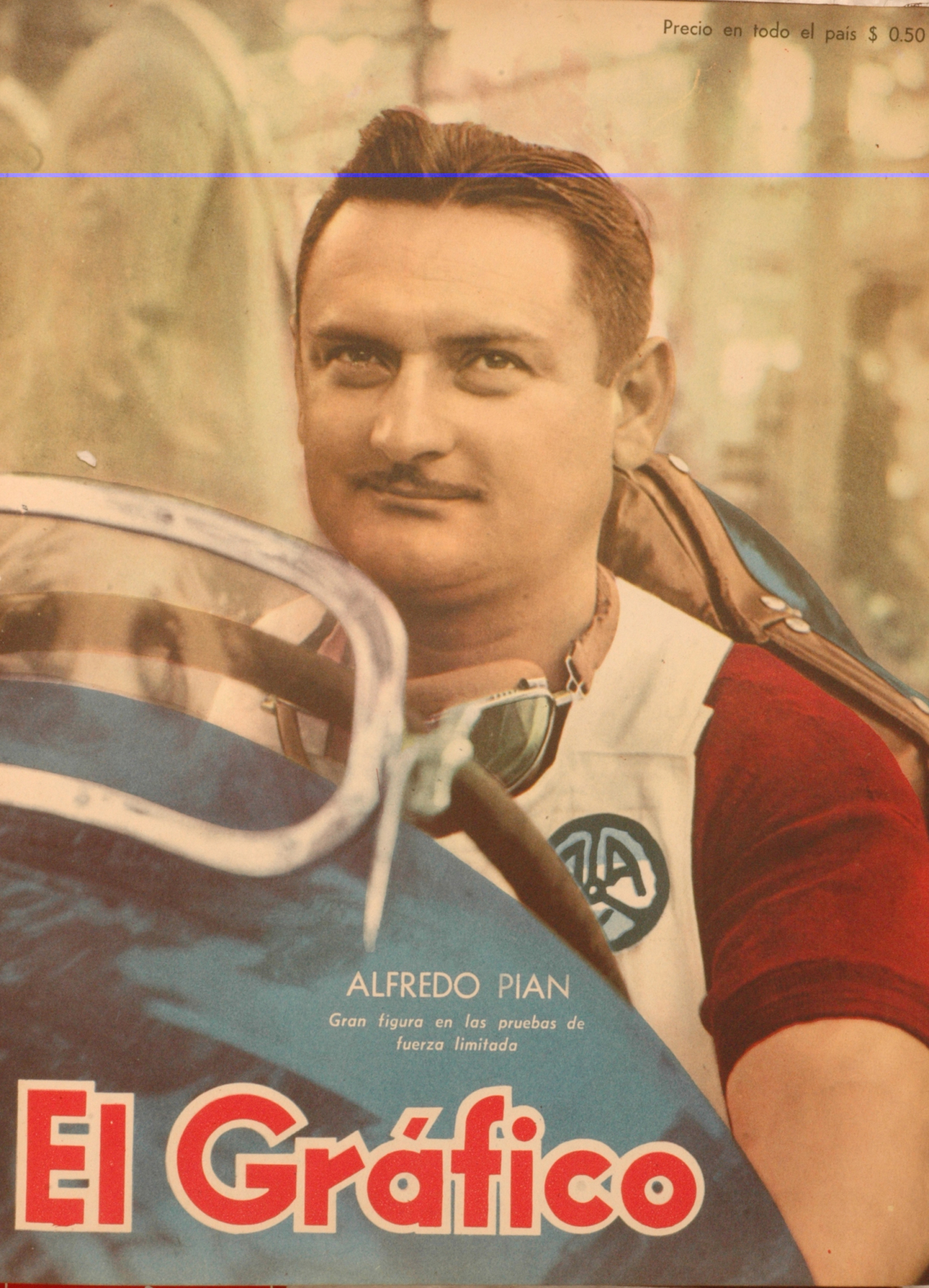
Alfredo Piàn

Alfredo Piàn (* 21. Oktober 1912 in Las Rosas; † 25. Juli 1990) war ein argentinischer Automobilrennfahrer.

## Karriere

### Monoposto
Schon kurz nach dem Zweiten Weltkrieg begann Piàn in seiner Heimat Autorennen zu fahren. Er engagierte sich in der argentinischen Formula Libre und fuhr Tourenwagenrennen. Bis 1955 bestritt er regelmäßig das Formula-Libre-Rennen in Buenos Aires – 1955 auf einem Maserati A6GCM – das im Rahmen des Großen Preises von Argentinien ausgetragen wurde.
1950 trat er zum Grand Prix von Monaco mit einem Maserati 4CLT beim Team Scuderia Achille Varzi an. Während des Samstagtrainings wurde er mit seinem Wagen gegen das Geländer geschleudert, als er über eine Ölspur rutschte. Dabei wurde er aus dem Cockpit geschleudert und verletzte sich am Bein. Am Rennen zum Großen Preis von Monaco sowie an anderen Rennen in der Formel 1 nahm er nicht teil.

### Sportwagen
Der einzige bekannte Start von Piàn war dessen Teilnahme beim 500-Meilen-Rennen von Rafaela 1956, die mit seinem vierten Gesamtrang endete.